# سنوبي
سنوبي (بالإنجليزية: Snoopy)‏ ظهرت هذه الرسوم لأول مرة على التلفاز في عام 1986 وتحكي رواية الكلب المتطفل أي بمعنى آخر المحب لاستطلاع أخبار الآخرين، وتحكي قصة هذه الرسوم أيضاً عن تشرد هذا الكلب عن مغامراته الليلة وفي الثلج الصقيع، وعرض لأول مره في عام 1986 على شاشة أم أن بي «الأمريكية» وفي عام 2000 عرضت على القنوات العربية وكان العرض الأول على تلفزيون قطر.

## روابط خارجية
- سنوبي على موقع الموسوعة البريطانية (الإنجليزية)
- سنوبي على موقع ميوزك برينز (الإنجليزية)